# Willem Christoffel van Hessen-Homburg-Bingenheim
Willem Christoffel (Rosbach vor der Höhe, 13 november 1625 - Homburg, 27 augustus 1681) was een zoon van landgraaf Frederik I van Hessen-Homburg en Margaretha van Leiningen-Westerburg.
In 1638 volgde hij zijn vader op. Omdat zijn zeven zonen allen echter jong stierven, verkocht hij in 1669 Hessen-Homburg aan zijn broer George Christiaan, maar behield voor zichzelf Hessen-Bingenheim. 
Willem Christoffel was gehuwd met:
- Sophia Eleonora van Hessen-Darmstadt (1634-1663), dochter van George II van Hessen-Darmstadt, in 1650
- Anna van Saksen-Lauenburg (1624-1688), dochter van August van Saksen-Lauenburg, in 1665

en werd vader van:
- Frederik (1651-1651)
- Christina (1653-1722), in 1671 gehuwd met hertog Frederik van Mecklenburg-Grabow (1638-1688)
- Leopold (1654-1675)
- Frederik (1655-1655)
- Willem (1656-1656)
- Karel Willem (1658-1658)
- Filips (1659-1659)
- Magdalena (1660-1720), in 1679 gehuwd met graaf Willem van Solms-Greifenstein (1651-1724)
- Frederik Willem (1662-1663)